# الجينات في متلازمة داون

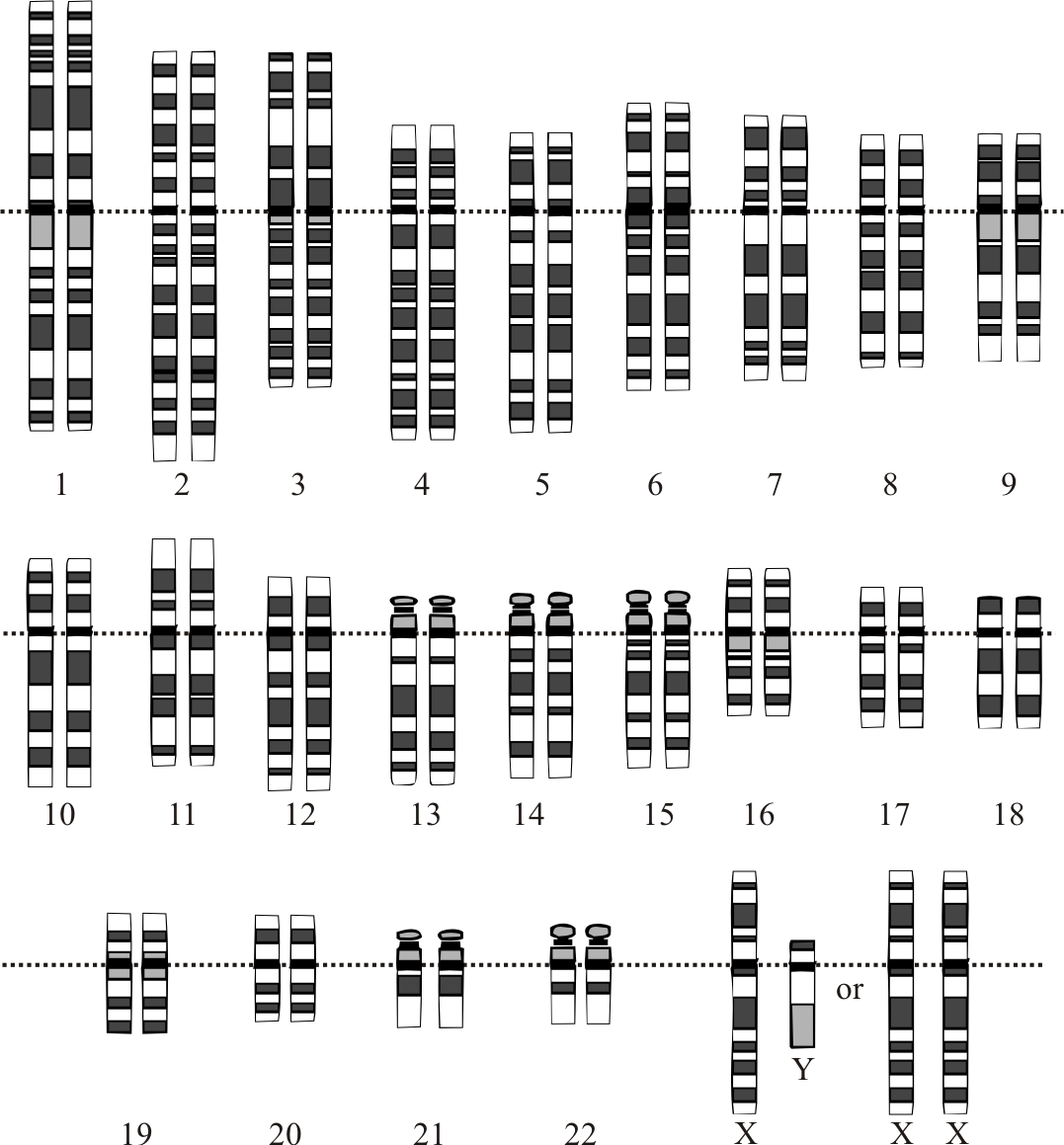

علم النواة الخلوية للإنسان -يظهر هنا-. من كل كروموسوم يوجد نسختين. في الجزء السفلي الأيمن، هناك اختلافات بين كروموسومات الذكور( XY) و الإناث(XX), التي لا نهتم بها في هذه الحالة. النمط النووي للإنسان الطبيعي هو 46 كروموسوم(XX) للإناث أو 46 كروموسوم ( XY)  للذكور. في هذا القسم، سوف نستخدم النمط النووي للإناث ( 46, XX).

## التثلث الصبغي للكروموسوم 21

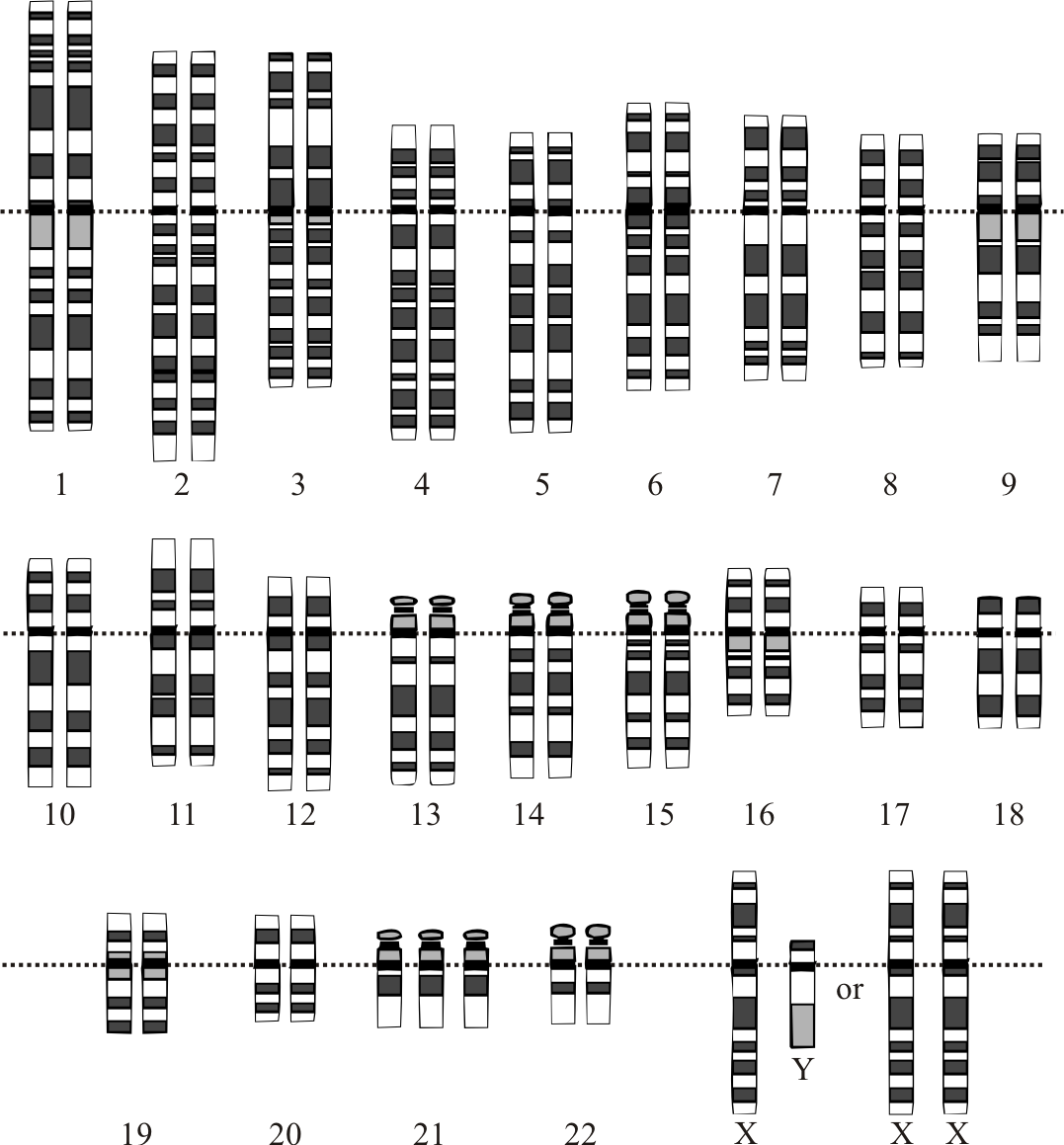
علم النواة الخلوية لتثلث صبغي لمتلازمة داون. لاحظ ثلاث نسخ للكروموسوم 21.

التثلث الصبغي للكروموسوم 21 (47,+21,XX) يحدث بسبب عدم الانفصال عندانقسام منصف (اختزالي). المشيج الواحد الطبيعي ( إما بويضة أو حيوان المنوي) لديه نسخة واحدة من كل كروموسوم( المجموع 23). عندما يتحد مع مشيج من الوالد الآخر أثناء الحمل يصبح للطفل 46 كروموسوم. ومع ذلك، مع عدم الانفصال، يتم إنتاج مشيج مع نسخة إضافية من كروموسوم 21( فيصبح للمشيج 24 كروموسوم). عندما تندمج مع مشيج طبيعي من الوالد الآخر، يصبح للطفل  47 كروموسوم، مع ثلاثة نسخ من كروموسوم 21. النمط النووي للتثلث الصبغي لكروموسوم 21 يعرض الشكل الترتيبي للكروموسومات، مع الكروموسوم 21 الزائد. 
 بعض حالات متلازمة داون المسجلة ممن يحملون تثلث صبغي لكروموسوم 21 في الأطفال.
في هذه الحالات (جميعها من الأمهات)، البويضات كانوا متثلثين صبغيا في كروموسوم 21، مؤدين إلى عدم انفصال ثانوي خلال عملية تكون الأمشاج و مشيج مع كروموسوم 21 زائد. مثل هؤولاء المرضى لايمكن تفريقهم عن متلازمة داون بسبب تثلث صبغي ناتج عن انقسام متساو عدم انفصالي.

## الإزفاء

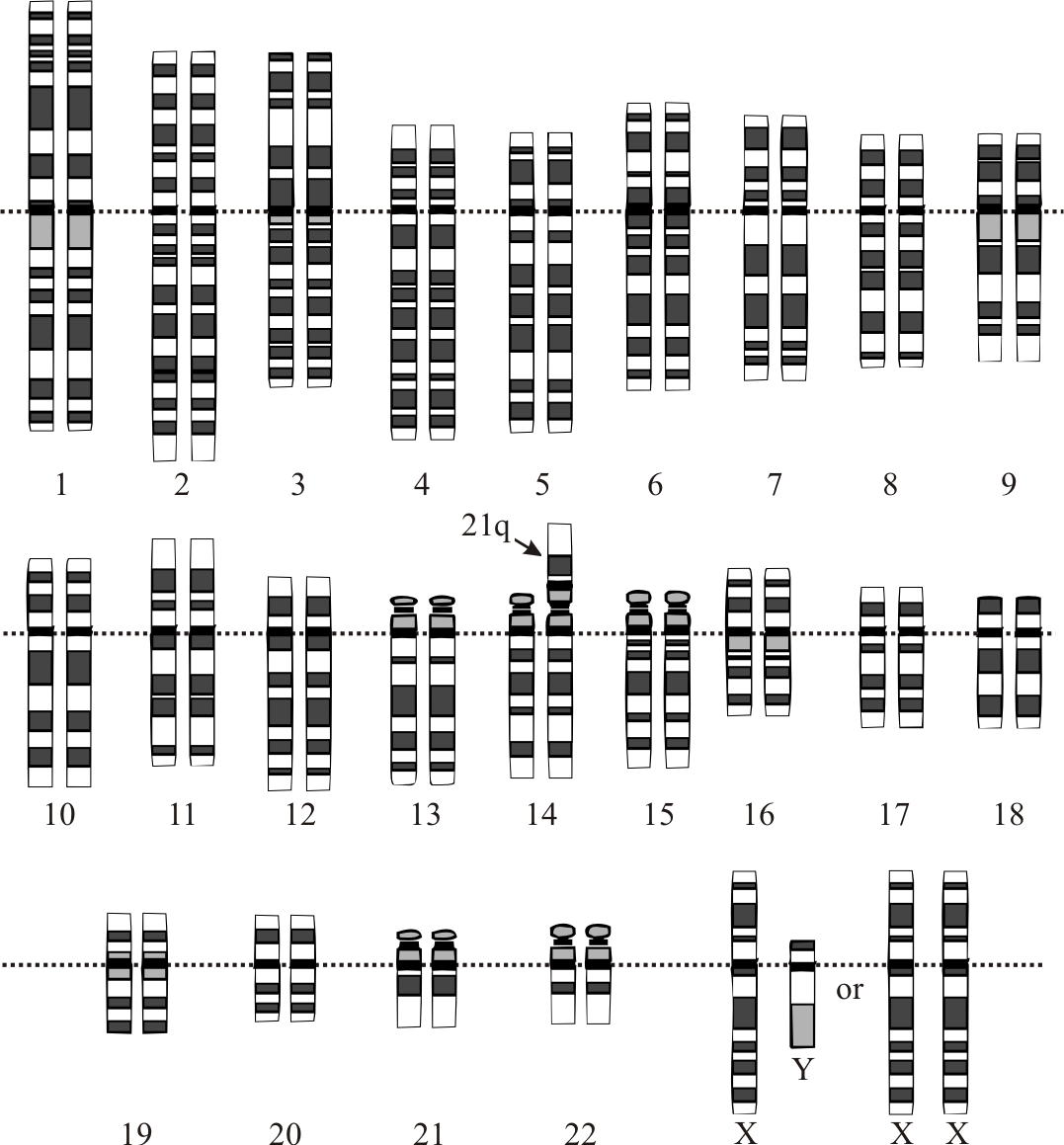
إزفاء علم النواة الخلوية لمتلازمة داون مع 14/21 إزفاء روبورتسوني. لاحظ ثلاث نسخ ل21 (كروموسومان 21 و الذراع الطويل لكروموسوم 21 يتحدد مع الذراع القصير لكروموسوم 14)

المواد الجينية للكروموسوم 21 الإضافي التي تسبب متلازمة داون قد تكون بسبب إزفاء روبرتسوني. الذراع الطويل لكروموسوم 21 يكون متصل بالذراع الطويل لكروموسوم آخر، غالبا كروموسوم 14 [46,XX,t(14;21)]

## الفسيفسائية
متلازمة داون الفسيفسائية تحدث عندما تكون بعض الخلايا طبيعية والبعض الآخر تحمل تثلث صبغي لكروموسوم 21 في ترتيب يدعى بالفسيفسائي (46XX/47,XX,+21).
هناك طريقتان لحدوثها:
ويوضح الرسم البياني التالي اثنين من الآليات الممكنة المؤدية إلى فسيفساء التثلث الصبغي 21:

## الاستنساخ لجزء من كروموسوم 21
نادرا ما قد يحدث استنساخ لجزء من كروموسوم 21، مما قد يؤدي إلى نسخ إضافية في بعض الحالات       -ليس الكل- لجينات هذا الكروموسوم. إذا كان الجزء المنسوخ يحمل جينات مسؤولة عن خصائص متلازمة داون الجسدية والذهنية مثل هؤلاء الأشخاص سيظهرون خصائص متلازمة داون. وهذا السبب نادر ولايوجد تقديرات معدل ممكنة لتقديره. 